# Myopordon
Myopordon là một chi thực vật có hoa trong họ Cúc (Asteraceae).

## Loài
Chi Myopordon gồm các loài: